# Patrik Kühnen
Patrik Kühnen (Püttlingen, 11 febbraio 1966) è un allenatore di tennis ed ex tennista tedesco.

## Carriera
Ottenne il suo best ranking in singolare il 15 maggio 1989 con la 43ª posizione, mentre nel doppio divenne il 5 luglio 1993, il 28º del ranking ATP.
In carriera, in singolare, raggiunse due finali di tornei ATP, perdendole entrambe. Ciò avvenne nel 1989 al South Australian Open per mano dell'australiano Mark Woodforde e nel 1993 alla Kremlin Cup, dove venne sconfitto dallo svizzero Marc Rosset in due set. Risultati migliori furono ottenuti nel doppio, specialità nella quale vanta tre successi in tornei ATP su un totale di sei finali disputate. In due di queste il suo compagno di doppio fu il connazionale Boris Becker, ex numero uno del mondo.
Fece parte dal 1988 al 1994 della squadra tedesca di Coppa Davis con un bilancio complessivo di sette vittorie e una sconfitta. Inoltre, vinse con la Germania, due coppe Davis, nel 1988 e nel 1993.

## Statistiche

### Tornei ATP

#### Singolare

##### Sconfitte in finale (2)
| Legenda                                              |
| Grande Slam (0)                                      |
| ATP World Tour Finals (0)                            |
| ATP Super 9 / ATP Masters Series (0)                 |
| ATP Championship Series / ATP International Gold (0) |
| ATP World Series / ATP International Series (2)      |

| Numero | Data            | Torneo                          | Superficie    | Avversario in finale | Punteggio     |
| 1.     | 2 gennaio 1989  | South Australian Open, Adelaide | Cemento       | Mark Woodforde       | 5-7, 6-1, 5-7 |
| 2.     | 8 novembre 1993 | Kremlin Cup, Mosca              | Sintetico (i) | Marc Rosset          | 4-6, 3-6      |

#### Doppio

##### Vittorie (3)
| Legenda                                              |
| Grande Slam (0)                                      |
| ATP World Tour Finals (0)                            |
| ATP Super 9 / ATP Masters Series (0)                 |
| ATP Championship Series / ATP International Gold (0) |
| ATP World Series / ATP International Series (3)      |

| Numero | Data             | Torneo                                      | Superficie    | Compagno      | Avversari in finale             | Punteggio |
| 1.     | 10 novembre 1987 | Frankfurt Grand Prix, Francoforte           | Sintetico (i) | Boris Becker  | Scott Davis David Pate          | 6-4, 6-2  |
| 2.     | 8 febbraio 1988  | ABN AMRO World Tennis Tournament, Rotterdam | Sintetico (i) | Tore Meinecke | Magnus Gustafsson Diego Nargiso | 7-6, 7-6  |
| 3.     | 4 gennaio 1993   | Qatar Open ATP, Doha                        | Cemento       | Boris Becker  | Shelby Cannon Scott Melville    | 6-2, 6-4  |

##### Sconfitte in finale (3)
| Legenda                                              |
| Grande Slam (0)                                      |
| ATP World Tour Finals (0)                            |
| ATP Super 9 / ATP Masters Series (0)                 |
| ATP Championship Series / ATP International Gold (0) |
| ATP World Series / ATP International Series (3)      |

| Numero | Data             | Torneo                                   | Superficie    | Compagno        | Avversari in finale             | Punteggio |
| 1.     | 12 ottobre 1987  | Grand Prix de Tennis de Toulouse, Tolosa | Cemento (i)   | Kelly Jones     | Wojciech Fibak Michiel Schapers | 2-6, 4-6  |
| 2.     | 9 settembre 1991 | Bordeaux Open, Bordeaux                  | Cemento       | Alexander Mronz | Arnaud Boetsch Guy Forget       | 2-6, 2-6  |
| 3.     | 7 ottobre 1996   | China Open, Pechino                      | Sintetico (i) | Gary Muller     | Martin Damm Andrej Ol'chovskij  | 4-6, 5-7  |

### Tornei minori

#### Singolare

##### Vittorie (2)
| Legenda tornei minori |
| Challenger (2)        |
| Futures (0)           |

| Numero | Data             | Torneo                        | Superficie    | Avversario in finale | Punteggio     |
| 1.     | 10 novembre 1986 | Helsinki Challenger, Helsinki | Sintetico (i) | Jaroslav Navrátil    | 6-4, 7-6      |
| 2.     | 26 ottobre 1987  | Bergen Challenger, Bergen     | Sintetico (i) | Grant Connell        | 6-4, 3-6, 7-6 |

#### Doppio

##### Vittorie (1)
| Legenda tornei minori |
| Challenger (1)        |
| Futures (0)           |

| Numero | Data             | Torneo                                      | Superficie    | Compagno        | Avversari in finale              | Punteggio |
| 1.     | 28 febbraio 1994 | Garmisch Challenger, Garmisch-Partenkirchen | Sintetico (i) | Alexander Mronz | Thomas Gollwitzer Brent Haygarth | 6-4, 6-2  |